# Paul De Keyser
Paul De Keyser (* 7. Februar 1957 in Aarschot) ist ein ehemaliger belgischer Radrennfahrer.

## Sportliche Laufbahn
De Keyser war im Straßenradsport aktiv. Als Amateur gewann er 1976 die Flandern-Rundfahrt für Amateure vor Rudy Pevenage und Alfons De Wolf. In der Tour de l’Avenir 1978 kam er auf den 70. Rang und gewann eine Etappe in der Tour de la Province de Namur.
Von 1979 bis 1981 war er Berufsfahrer. 1979 wurde De Keyser im Team Mini Flat-V.D.B. Profi. 1980 holte er in der Tour de l’Oise einen Etappensieg, im Rennen De Kustpijl wurde er Dritter. 1981 gewann er den Grand Prix de Hannut. In den Rennen der Monumente des Radsports war der 86. Platz im Rennen Mailand–Sanremo 1979 sein bestes Resultat.
Die Tour de France 1980, die er mit dem Radsportteam Boston-IFI-Mavic bestritt, beendete er nicht.